# Spånsjön, Halland
Spånsjön är en sjö i Laholms kommun i Halland och ingår i Lagans huvudavrinningsområde.